# Ignazio Colnaghi
Ignazio Colnaghi (Milano, 16 giugno 1924 – Finale Ligure, 25 novembre 2017) è stato un attore, doppiatore e pubblicitario italiano.

## Biografia
Inizialmente attivo al Piccolo Teatro di Milano con Dario Fo e Franco Parenti, li seguì successivamente in alcuni varietà radiofonici, ma presto preferì dedicarsi al doppiaggio: iniziò come speaker degli avvenimenti sportivi in La Settimana Incom, che andava in onda nelle sale cinematografiche prima della proiezione dei film, ma ancora oggi è ricordato soprattutto per aver doppiato Calimero, il pulcino tutto nero protagonista di Carosello per la Mira Lanza dal 1963. Inoltre diede la sua voce a un altro personaggio televisivo, il bruco Giovannino, piccolo amico di Topo Gigio, il pupazzo creato nel 1959 da Maria Perego. Come doppiatore cinematografico prestò la voce a notissimi attori francesi come Fernandel nei suoi primi film e Pierre Brasseur.
Come attore cinematografico apparve in alcuni film per ragazzi di discreto interesse, diretti in massima parte da Angio Zane. In televisione, oltre a partecipare a diversi originali di prosa, partecipò alle due serie de Il mulino del Po (1963 e 1971) dirette da Sandro Bolchi, e a Marco Visconti (1975) di Anton Giulio Majano. Nel 2013 si ritirò dalla professione, venendo sostituito da Davide Garbolino per il personaggio di Calimero nella nuova serie animata.

## Filmografia

### Cinema
- La capinera del mulino (1956) di Angio Zane
- Gli avventurieri dell'Uranio (1958) di Angio Zane
- Brigliadoro (1959) di Angio Zane
- Le avventure di Topo Gigio (1961) di Federico Caldura e, nella versione statunitense, Luca De Rico

### Televisione
- Il mulino del Po - miniserie TV, 1 episodio (1963)
- Le cinque giornate di Milano - miniserie TV, 4 episodi (1970)
- Il mulino del Po - miniserie TV, 2 episodi (1971)
- Calimero - serie TV, solo voce (1972, 1988, 1996)
- Tre camerati - miniserie TV, 1 episodio (1973)
- Marco Visconti - miniserie TV, 1 episodio (1975)